# Альмерак
Альмера́к (фр. Almayrac, окс. Lo Mairac) — коммуна во Франции, находится в регионе Юг — Пиренеи. Департамент — Тарн. Входит в состав кантона Кармо-1 Ле-Сегала. Округ коммуны — Альби.
Код INSEE коммуны — 81008.

## География
Коммуна расположена приблизительно в 530 км к югу от Парижа, в 80 км северо-восточнее Тулузы, в 20 км к северу от Альби.
По территории коммуны протекают небольшие реки Сере и Безан. На юге коммуны расположено озеро Рукарье, образовавшееся после строительства плотины на реке Сере.

## Климат
Климат умеренно-океанический. Зима мягкая и дождливая, лето жаркое с частыми грозами. Ветры довольно редки.

## Население
Население коммуны на 2010 год составляло 293 человека.
| 1962 | 1968 | 1975 | 1982 | 1990 | 1999 | 2010 |
| ---- | ---- | ---- | ---- | ---- | ---- | ---- |
| 324  | 275  | 266  | 269  | 267  | 275  | 293  |

## Экономика
В 2007 году среди 170 человек в трудоспособном возрасте (15—64 лет) 116 были экономически активными, 54 — неактивными (показатель активности — 68,2 %, в 1999 году было 66,7 %). Из 116 активных работали 112 человек (58 мужчин и 54 женщины), безработных было 4 (0 мужчин и 4 женщины). Среди 54 неактивных 16 человек были учениками или студентами, 24 — пенсионерами, 14 были неактивными по другим причинам.

## Фотогалерея

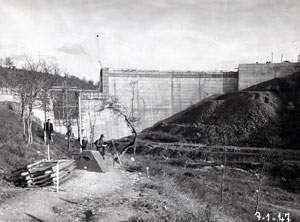
Строительство плотины Рукарье
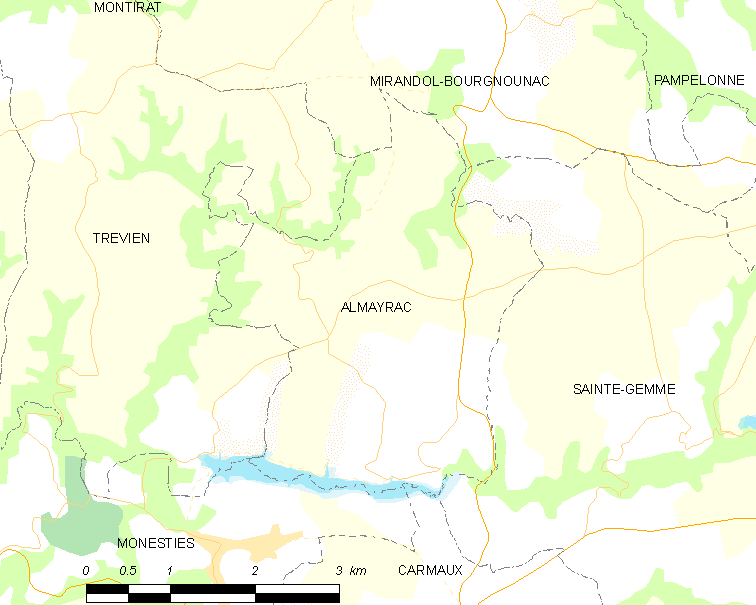
Карта коммуны